# Martin Lejsal
Martin Lejsal (16 september 1982) is een Tsjechisch voormalig profvoetballer die als doelman speelde.
Hij brak door bij FK Svit Zlín en werd in 2001 door het Italiaanse Reggina aangetrokken. Hij werd driemaal verhuurd en in 2005 voor zes maanden geschorst na een omkopingsschandaal rond de wedstrijd Genoa tegen Venezia (waar hij op huurbasis speelde), de Caso Genoa.
Lejsal hervatte zijn loopbaan bij 1. FC Brno en werd in het seizoen 2009/10 voor één jaar verhuurt aan sc Heerenveen. Die club nam hem niet definitief over en Lejsal keerde terug naar FC Zbrojovka Brno, zoals de club uit Brno nu heette. Na Zbrojovka kwam Lejsal nog uit voor het Russische FK Rostov voor hij eind 2011 zijn loopbaan beëindigde na een chronische heupblessure. Sindsdien is hij werkzaam in een textielbedrijf.
Hij was Tsjechisch jeugdinternational en zat in 2006 tweemaal op de bank bij het Tsjechisch voetbalelftal.

## Statistieken
| Seizoen | Club              | Land      | Competitie     | Wed. | Goals |
| ------- | ----------------- | --------- | -------------- | ---- | ----- |
| 2002/03 | Reggina           | Italië    | Serie A        | 2    | 0     |
| 2003/04 | Reggina           | Italië    | Serie A        | 2    | 0     |
| 2003/04 | FC Slovan Liberec | Tsjechië  | Gambrinus liga | 2    | 0     |
| 2004/05 | Venezia           | Italië    | Serie B        | 10   | 0     |
| 2005/06 | Reggina           | Italië    | Serie A        | 0    | 0     |
| 2005/06 | 1. FC Brno        | Tsjechië  | Gambrinus liga | 12   | 0     |
| 2006/07 | 1. FC Brno        | Tsjechië  | Gambrinus liga | 18   | 0     |
| 2007/08 | 1. FC Brno        | Tsjechië  | Gambrinus liga | 25   | 0     |
| 2008/09 | 1. FC Brno        | Tsjechië  | Gambrinus liga | 18   | 0     |
| 2009/10 | SC Heerenveen     | Nederland | Eredivisie     | 10   | 0     |
| 2010/11 | FC Zbrojovka Brno | Tsjechië  | Gambrinus liga | 11   | 0     |
| 2011    | FK Rostov         | Rusland   | Premjer-Liga   | 0    | 0     |
| Totaal  |                   |           |                | 110  | 0     |